# Bezirk Plan
Der Bezirk Plan (tschechisch Okresní hejtmanství Planá) war ein Politischer Bezirk im Königreich Böhmen. Der Bezirk umfasste Gebiete in Westböhmen im heutigen Plzeňský kraj (Okres Tachov). Sitz der Bezirkshauptmannschaft war die Stadt Plan (Planá). Das Gebiet gehörte seit 1918 zur neu gegründeten Tschechoslowakei und ist seit 1993 Teil Tschechiens.

## Geschichte
Die modernen, politischen Bezirke der Habsburgermonarchie wurden 1868 im Zuge der Trennung der politischen von der judikativen Verwaltung geschaffen.
Der Bezirk Plan wurde 1868 aus den Gerichtsbezirken Plan (tschechisch soudní okres Planá) und Bad Königswart (ursprünglich Königswart, Lázně Kynžvart) gebildet.
Bis 1900 wurde der Bezirk Plan um den Gerichtsbezirk Weseritz erweitert, der vom Bezirk Tepl ausgeschieden worden war. Per 1. Oktober 1902 wurde der Gerichtsbezirk Bad Königswart aus dem Bezirk Plan ausgeschieden, woraufhin dieser gemeinsam mit dem Gerichtsbezirk Marienbad (Mariánské Lázně) den Bezirk Marienbad bildete.
Im Bezirk Plan lebten 1869 34.766 Personen, wobei der Bezirk ein Gebiet von 8,7 Quadratmeilen und 41 Gemeinden umfasste.
1900 beherbergte der Bezirk 33.808 Menschen, die auf einer Fläche von 561,27 km² bzw. in 87 Gemeinden lebten.
Der Bezirk Plan umfasste 1910 eine Fläche von 561,24 km² und eine Bevölkerung von 34.285 Personen. Von den Einwohnern hatten 1910 34.092 Deutsch und 73 Tschechisch als Umgangssprache angegeben. Weiters lebten im Bezirk 120 Anderssprachige oder Staatsfremde. Der Bezirk bestand 1910 aus zwei Gerichtsbezirken mit insgesamt 87 Gemeinden bzw. 99 Katastralgemeinden.

## Gemeinden
Der Bezirk Plan umfasste 1890 folgende Gemeinden:
1. Im Gerichtsbezirk Königswart: Altwasser (mit Hackenhäuser), Amonsgrün, Dreihacken Königswarter Anteil (mit Neumetternich), Dreihacken Tachauer Anteil, Klemensdorf, Königswart, Krottensee, Lohhäuser, Maiersgrün (mit Grafengrün und Neumugl), Markusgrün, Militgau, Perlsberg, Roggendorf, Ober-Sandau, Unter-Sandau, Schanz, Schmelzthal Tachauer Anteil, Schönlicht, Schönthal, Klein-Schüttüber (mit Leimbruck), Groß-Siehdichfür, Klein-Siehdichfür, Tannaweg, Teschau, Zeidlwald
2. Im Gerichtsbezirk Plan: Brand, Bruck, Damnau (mit Sinzendorf), Dürrmaul (mit Viti-Zeche), Ellhotten, Gamnitz (mit Lihn und Neusorg), Glasau, Glashütten, Glitschau, Ober-Godritsch (mit Unter-Godritsch und Karolinenhof), Gottschau (mit St. Johann, Johannesdorf und Truß), Gröna, Gumplitz (mit Vogelsang), Hangendorf, Heiligenkreuz, Hetschigau, Hinterkotten, Hohenzetlisch (mit Unterzetlisch), Kiesenreuth (mit Zaltau), Khoau, Kuttenplan, Michelsberg, Nacketendörflas, Neudorf, Oberdorf, Ottenreuth, Pawlowitz, Plan (mit St. Peter und Paul), Prommenhof (mit Galtenstallung und Haimhausen), Punau, Sahorsch, Schlief (mit Goldwag), Kuttenplaner Schmelzthal, Planer Schmelzthal, Stiebenreuth, Stockau, Thein, Triebl, Waschagrün, Wesigau (mit Wiedowitz), Wieschka